# Hermann Solbach
Hermann Solbach (* 12. Februar 1895; † 23. März 1966 in Berlin) war ein deutscher Politiker (CDU). Er war von 1948 bis 1953 Bürgermeister des Berliner Stadtbezirks Weißensee.

## Leben
Solbach erlernte den kaufmännischen Beruf und spezialisierte sich in der Textilbranche und im Kunstgewerbe. Während des Zweiten Weltkriegs verlor er einen 19-jährigen Sohn.
Im Oktober 1945 wurde er Mitglied der CDU und 2. Vorsitzender der CDU-Ortsgruppe Hohenschönhausen. Später war er stellvertretender Vorsitzender des Kreisverbandes Weißensee. Im April 1948 folgte er Fritz Hofmann als Vorsitzender des CDU-Kreisverbandes Weißensee und im Dezember 1948 trat er die Nachfolge des Bürgermeisters des Bezirks Weißensee Wilhelm Reimann an, der zunehmend Schwierigkeiten mit der Kommandantur des sowjetischen Sektors von Berlin hatte. Diese Funktion hatte er bis 1953 inne. Im Februar 1953 wurde er von Franz Wehner von der SED abgelöst.
Am 16. Mai 1949 wurde Solbach auf einer Einheitsliste in den 3. Deutschen Volkskongress gewählt, der am 30. Mai 1949 einen neuen Deutschen Volksrat bestimmte. Im Juni 1949 wurde er in den geschäftsführenden CDU-Landesvorstand und nach der Strukturänderung der Partei im Juli 1952 in den Vorstand des neugebildeten CDU-Stadtverbandes von Ost-Berlin berufen. Ab Januar 1950 wirkte er als Mitglied des Kreisausschusses Weißensee der Nationalen Front. Im Jahr 1953 wurde er Bezirksdirektor bzw. Leiter der Kreisgeschäftsstelle Prenzlauer Berg der Industrie- und Handelskammer Berlin. Von 1954 bis 1963 war er Mitglied der Berliner Stadtverordnetenversammlung und Mitglied der Ständigen Kommission Handel und Versorgung. 
Anlässlich seines 65. Geburtstages 1960 wurde ihm die von Professor Eyermann geschaffene Otto-Nuschke-Plakette der CDU für seine „Verdienste bei der Entwicklung eines fortschrittlichen Landesverbandes Berlin, des jetzigen Bezirksverbandes Groß-Berlin der CDU“, überreicht. Bei dieser  Gelegenheit äußerte Solbach seinen und den „Wunsch aller Deutschen, dass unser Vaterland, unsere Hauptstadt endlich wieder eins werde.“
Solbach starb im Alter von 71 Jahren und wurde auf dem St.-Bartholomäus-Friedhof in Berlin-Weißensee beerdigt.

## Auszeichnungen
- Verdienstmedaille der DDR
- Ehrennadel der Nationalen Front
- Ehrennadel der Gesellschaft für Deutsch-Sowjetische Freundschaft
- 1960 Otto-Nuschke-Plakette
- 1963 Otto-Nuschke-Ehrenzeichen in Silber